# Impérium
Impérium (lat. imperium) značí nejvyšší výkonnou moc ve státě, která ve starověkém Římě za doby královské příslušela králi, za doby republikánské nejvyšším úředníkům (konsulům, diktátorovi a praetorům). Impérium bylo udíleno zvláštním zákonem v kurijních shromážděních (lex curiata de imperio) a vnějším odznakem impéria byli liktoři nesoucí svazky prutů (fasces). 
Souznačným výrazem pojmu impérium je potestas, časem se ale mezi těmito termíny vyvinul rozdíl. Zatímco impérium značilo nejvyšší moc vojenskou a soudcovskou, potestas (v užším slova smyslu) úřední moc, která příslušela každému úředníku v oboru jeho úřední činnosti s vyloučením impéria.
I v samém pojmu impérium se vyvinul rozdíl mezi:
- Imperium domi, tj. moc exekutivní omezená jen na město a jeho nejbližší okolí až k prvnímu milníku, a
- Imperium militiae, tj. moc exekutivní, která měla platnost mimo městský obvod a která zpočátku nebyla omezena ani intercessí, ani provokačním právem (provocatio).

Vnějším odznakem tohoto impéria byly sekery zatknuté do svazku prutů (fasces cum securibus). Impérium trvalo, jen pokud nevypršela zákonná doba úřadování. V dobách republiky však mohlo být prodlouženo (prorogatio imperii), aby konsulové a praetoři po uplynutí úředního roku mohli převzít správu provincií jako proconsules a propraetores. Také neúředním osobám bylo udíleno impérium v mimořádných případech, např. členům komise pro vykázání obecních polností.
Úředník cum imperio měl mimo práva příslušící úředníku, který měl pouze potestas, ještě tato oprávnění:
1. právo konat auspicia maxima;
2. právo odvádět vojsko, velet mu a jmenovat důstojníky; toto právo bylo časem značně omezeno;
3. jurisdikci, původně v celém rozsahu;
4. moc disciplinární (coërcitio);
5. právo jednat se senátem (ius cum patribus agendi) a s národem (ius cum populo agendi) ve shromážděních setninových, kurijních a tributních, takže z takového jednání vyplynulo právoplatné usnesení.

Právníci doby císařské rozlišovali ještě:
- Imperium merum (čisté), které v sobě zahrnovalo ius gladii, tj. právo nad životem a smrtí (moc trestní), a
- Imperium mixtum, které obsahovalo také civilní soudnictví.